# Giancarlo Biagini
Giancarlo A. Biagini ist ein britischer Mikrobiologe an der Liverpool School of Tropical Medicine (LSTM).

## Leben
1994 machte Biagini seinen Bachelor und 1998 seinen PhD an der Cardiff University.
Von 1998 bis 2000 war er Postdoc an der University of New South Wales, danach an der University of Cambridge und bis 2004 an der LSTM. 2006 wurde er zum Lecturer, 2011 zum Reader und 2014 zu einem vollen Professor berufen. Seit Juni 2020 leitet er den Bereich Tropenmedizin.
Seit 2011 ist er einer der vielen Herausgeber der Zeitschrift Journal of Antimicrobial Chemotherapy.

## Forschung
Giancarlo Biagini arbeitet über den Malaria-Erreger Plasmodium falciparum und das Tuberkulose-Bakterium.